# Komosa mierzliwa
Komosa mierzliwa (Chenopodium vulvaria L.) – gatunek rośliny z rodziny szarłatowatych. Jako gatunek rodzimy występuje w Europie, Afryce i Azji, ponadto gatunek zawleczony do Ameryki Północnej i Południowej, Australii i Nowej Zelandii. W Polsce jest gatunkiem rzadkim; rośnie głównie w południowo-zachodniej części kraju.

## Morfologia

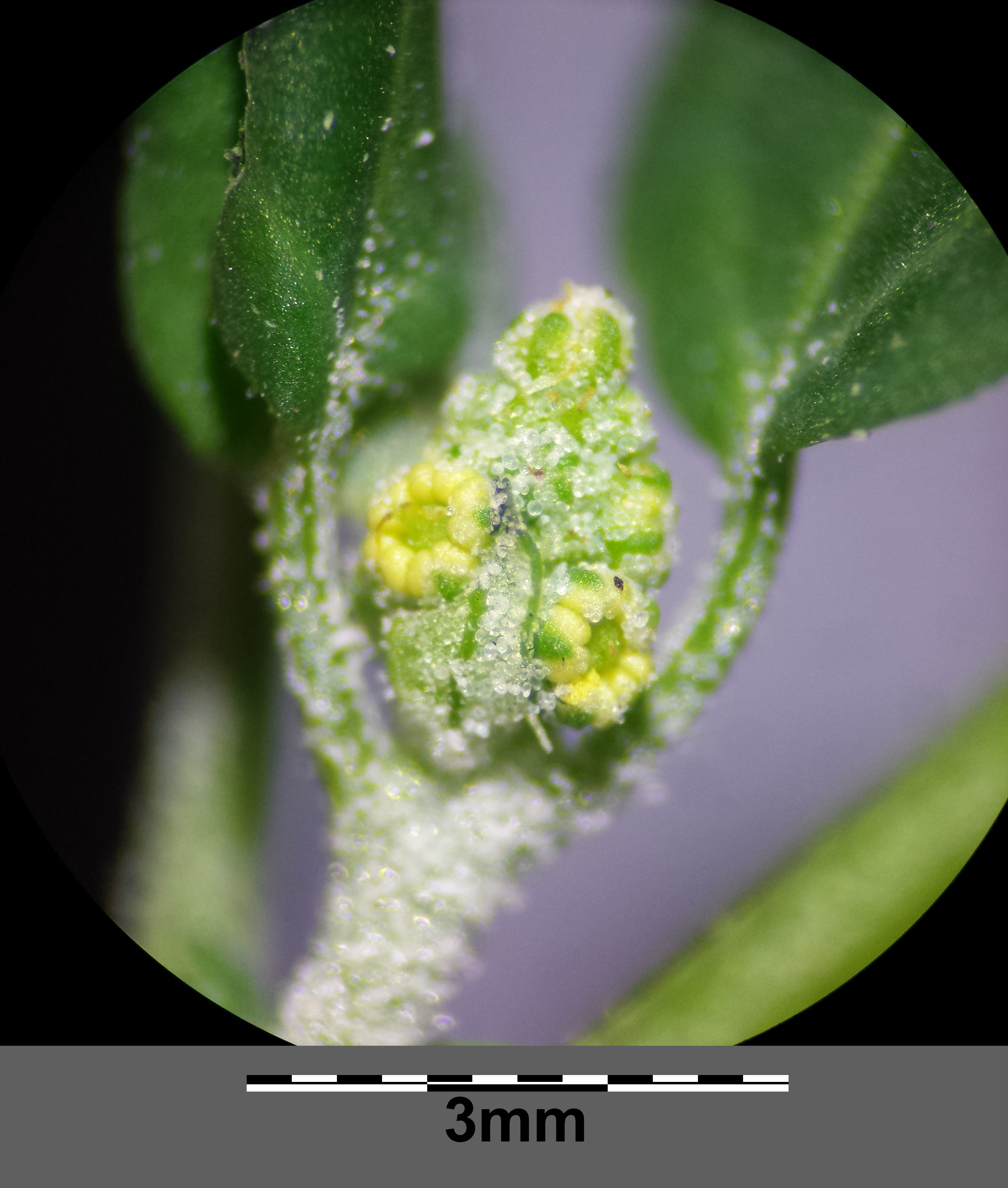
Kwiatostan

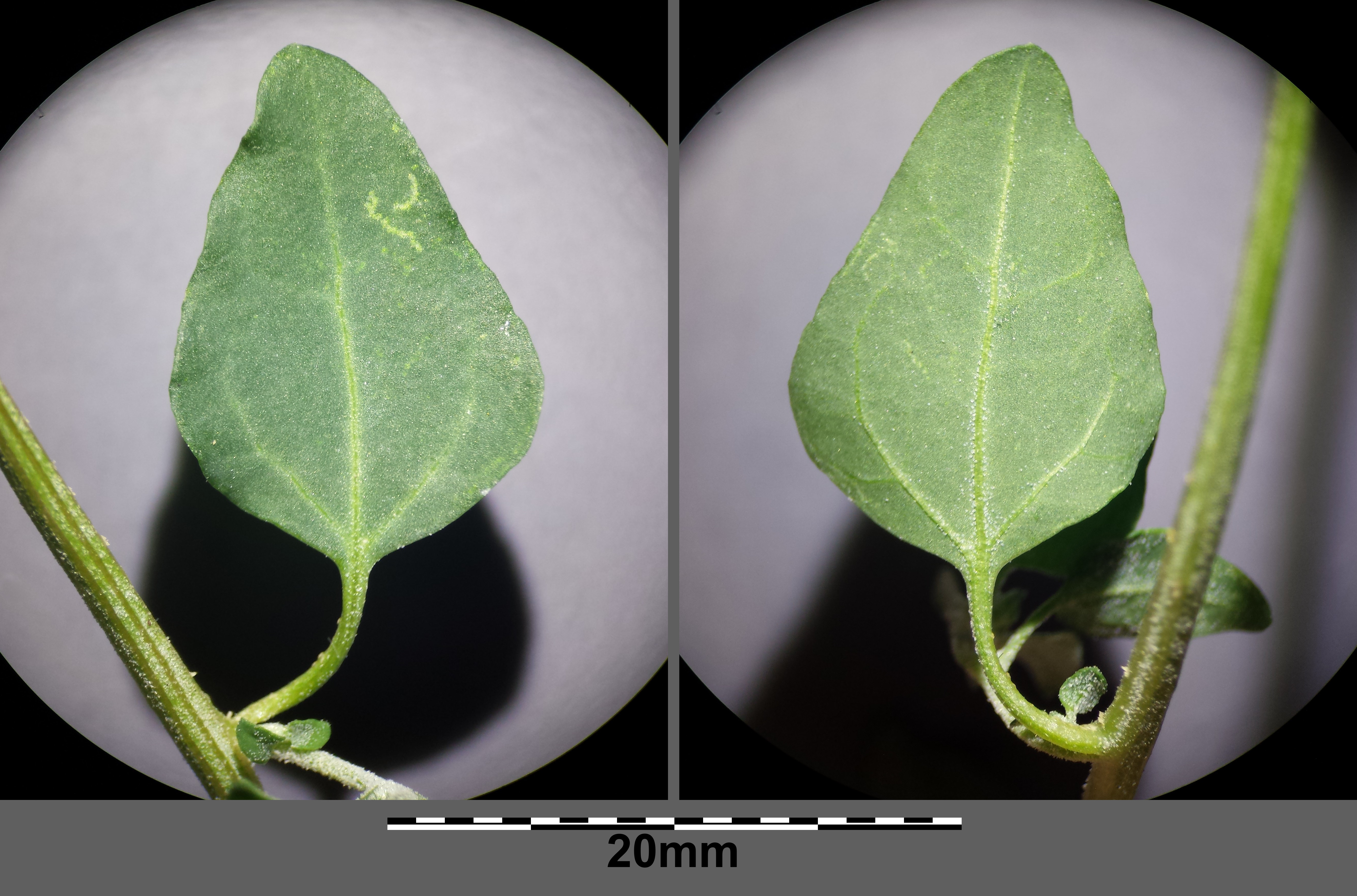
Liść

PokrójRoślina mącznisto owłosiona, o silnym, odrażającym, śledziowym zapachu.
ŁodygaO wysokości 15–30 cm.
LiścieRombowo-jajowate, całobrzegie, długoogonkowe, do 3 cm długości.
KwiatyPięciokrotne, promieniste, zebrane w kłębiki.
OwocJednonasienna niełupka; brzegiem zakryta przez listki okwiatu, bez wystających grzbietów.

## Biologia i ekologia
Roślina jednoroczna. Roślina ruderalna. Kwitnie od lipca do września. Liczba chromosomów 2n = 18. Gatunek charakterystyczny wybitnie nitrofilnych zbiorowisk z zespołu Urtico-Malvetum, występujących na wsiach pod płotami, na podwórkach oraz w pobliżu zabudowań gospodarskich.

## Zagrożenia i ochrona
Roślina umieszczona na polskiej czerwonej liście w kategorii EN (zagrożony).